# Klas Pontus Arnoldson

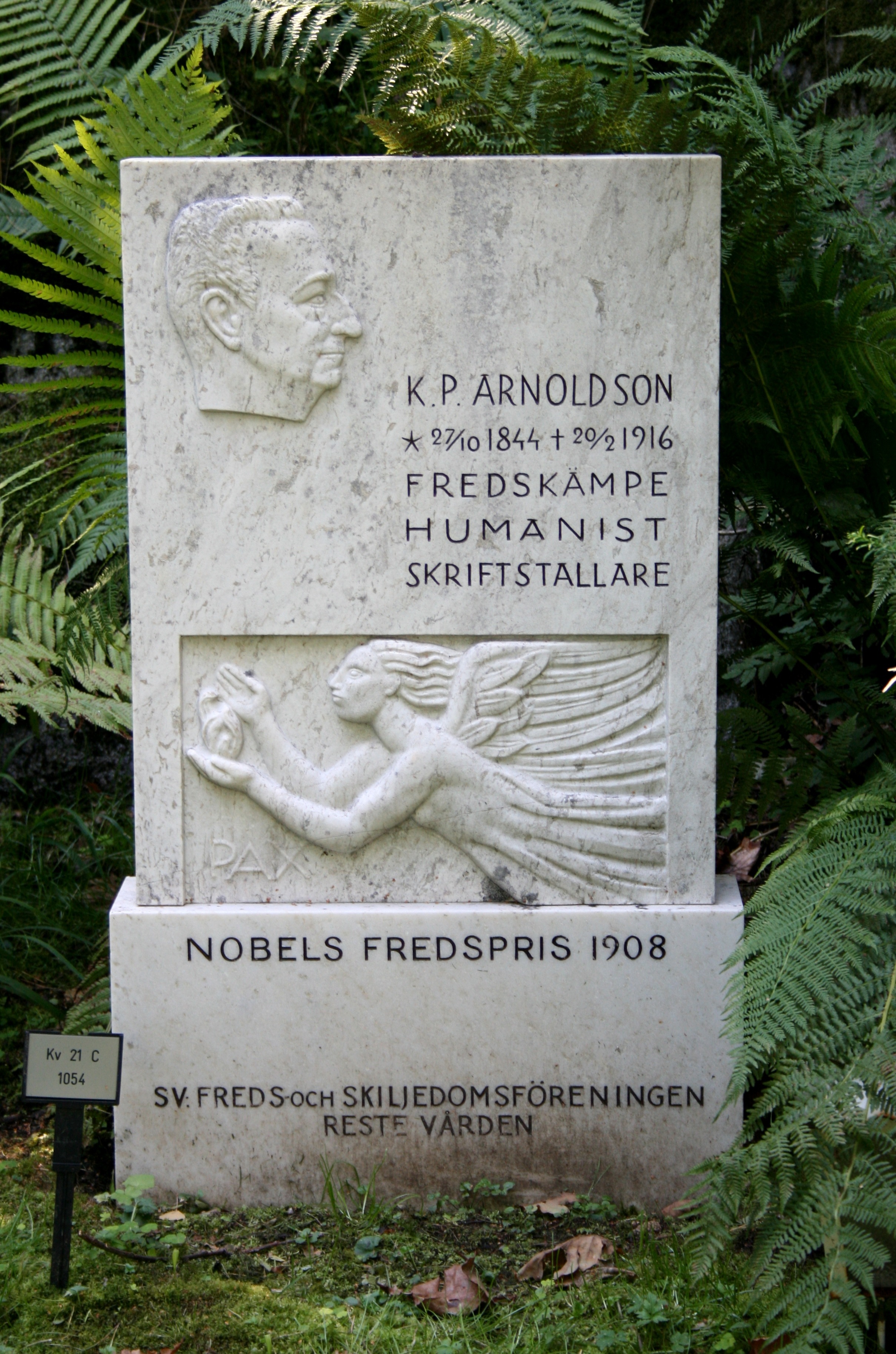
K.P. Arnoldsons grav på Norra begravningsplatsen, Solna.

Klas Pontus Arnoldson, född 27 oktober 1844 i Domkyrkoförsamlingen i Göteborg, död 20 februari 1916 på Lidingö, var en svensk publicist, pacifist och politiker, riksdagsledamot (andra kammaren) 1882–1887 samt mottagare av Nobels fredspris 1908.
Arnoldson grundade Svenska freds- och skiljedomsföreningen 1883. Han har en gata uppkallad efter sig i Tumba, K P Arnoldsons väg och även en minnesskylt vid Segersjön i Uttran, Tumba. (Skylten står väl vid stranden till sjön Uttran?)

## Biografi
Klas Pontus Arnoldson var son till musikern och logevaktmästaren Olof Andersson (f. 1801 ) och hans hustru Inga Charlotta Hagbom von Seth (1803–1869 ). Efter gymnasiet tog han tjänst vid järnvägen och var från 1871 stationsinspektor i Tumba. Han blev i unga år frikyrklig och radikal, och skrev artiklar i den andan samt blev redaktör för Nordiska dagbladet 1870 och Sanningssökaren. Tillsammans med Fredrik Bajer var han verksam i det skandinavistiska samfundet Nordiska fristats-samfundet, som sökte bilda en skandinavisk federation med nationella självstyren. 
Han var riksdagsledamot i andra kammaren 1882–1887 för Södertörns domsagas valkrets och var i riksdagen partilös, med undantag för riksdagen 1886 då han tillhörde vänstern. Som riksdagsman drev han frågor om religionsfrihet, allmän rösträtt och svensk neutralitetspolitik. Han var starkt influerad av den moderna folkrätten och dess fredssträvan, varför han 1883 bildade Svenska freds- och skiljedomsföreningen, där han blev sekreterare. I synnerhet i Norge fick hans idéer genomslag, och han var en stark röst för Norges självständighet 1895 och 1905.

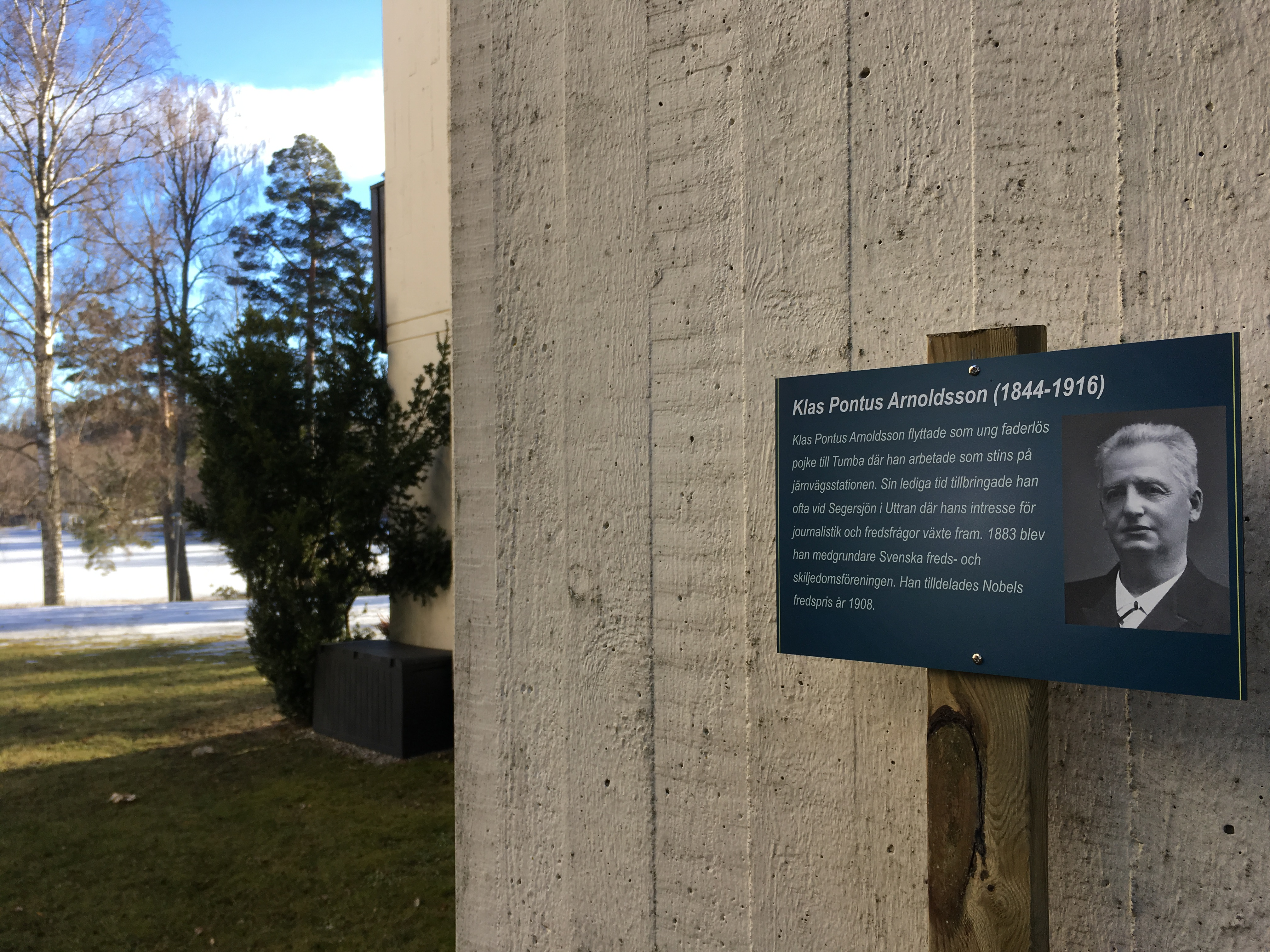
KP Arnoldsons minnesskylt vid Segersjön, Uttran. Här tillbringade KP Arnoldson mycket av sin lediga tid under perioden då han arbetade som stins i Tumba.

### Skönlitteratur
- Karolinen och hans ättlingar. Örebro. 1868. Libris 1571475
- Maria Magdalena: fredsberättelse. Stockholm: Bohlin. 1903. Libris 1725970
- Fjärrbilder: sökaren från Atén. Väktaren i Rom. Herdinnan vid Magdala. Göteborg: Åhlén & Åkerlund. 1912. Libris 1631016

### Varia
- Anmärkningar om helfvetesläran "för folket": Af en röst ur hjorden (K.P.A.). Stockholm. 1865. Libris 2494405
- Norden som fristat: några ord i frågan om de söndrade nordiska folkgrenarnes sammanslutning. Göteborg. 1871–1872. Libris 2494411
- Benedict Spinoza: en uppsats. Upsala: Almquist & Wiksell. 1877. Libris 1595270
- Verkligheten: en lifsåsigt. Upsala: Edqvist. 1878. Libris 1595274
- Unitarismens apostel. Bibliotek för sanningssökare ; 6. Stockholm: Beijer. 1878. Libris 1595689. https://runeberg.org/akpunitar/ - Behandlar William Ellery Channing.
- Ljusets religion. Stockholm: Beijer. 1883. Libris 1595272
- Fredsarbetet och dess motståndare: föredrag vid verldsgoodtemplarnes fjerde årsmötes öppnande i Musikaliska akademien i Stockholm den 14 augusti 1883. Fredsföreningens skrifter ; 1. Stockholm: Berg & Eklund. 1883. Libris 8222127
- Neutralitetsfrågan: vidräkning med de stora Stockholmstidningarne. Stockholm: Beijer. 1883. Libris 8222128
- Från England: några iakttagelser under en tillfällig vistelse i England hösten 1885. Stockholm. 1886. Libris 2494410
- Gudsidén enligt Max Müllers forskning: Jivanji Modis gudstro. Stockholm: Arbetarens vän. 1889. Libris 1620940
- Är världsfred möjlig?: en historisk framställning af sträfvandena för lag och rätt mellan folken. Stockholm: Fröléen & K. 1890. Libris 8222457. https://runeberg.org/akpvfred/
- Små väckare: 1-2. Falun: Fria Ordet. 1891. Libris 1620943
- Religionen i forskningens ljus.. Sundsvall: Fria Ordet. 1891–1892. Libris 1620942
- Per Adam Siljeström : Svenska folkets lärare.. Stockholm: Förlagsaffären Fria Ordet. 1892. Libris 1840313. https://runeberg.org/siljestrom
- Fred med Norge, unionen må bära eller brista. Stockholm: Wilhelmsson. 1895. Libris 1622573. https://runeberg.org/kpafmn/
- Nordens enhet och Kristian II. Stockholm: Samuelson. 1899. Libris 1662386 - Med företal av Adolf Hedin.
- Världsfreden. Stockholm: Wilhelmsson. 1900. Libris 1784423. https://runeberg.org/sehop/
- Seklernas hopp: en bok om världsfreden. Stockholm: Wilhelmsson. 1901. Libris 1502848
- En mönsterstat och dess grundläggare.. Östersund. 1902. Libris 1921899
- Påfvens bön: fjärrbild. Stockholm: Wilhelmsson. 1902. Libris 1725971
- Unionens sista dagar: tre bref. Stockholm: Wilhelmsson. 1905. Libris 1725972
- På vakt mot militarismen: två väckare. Stockholm: Svenska freds- och skiljedomsföreningen. 1906. Libris 8222327
- Fram till rätten: små epistlar under Haagkonferensen 1907. Stockholm: Fredsföreningens exp. 1907. Libris 1611482
- Befriaren: tal vid värmländska ungdomsmötet midsommarafton 1908. Stockholm: Wilhelmsson. 1908. Libris 1611481
- Världsomröstning: nobelprisföredrag. Fredsskrifter, 99-1589493-7 ; 8. Stockholm: Svenska freds- och skiljedomsfören. 1909. Libris 1613391
- F-båten och freden. Stockholm: Wilhelmsson. 1912. Libris 2494408
- Krigsfaran.. Fredsskrifter, 99-1589493-7 ; 12. Stockholm: Svenska freds- och skiljedomsfören. 1912. Libris 8222607
- Jerusalems själ. Stockholm: Nordiska förl. 1913. Libris 1631017
- Det militära försvaret: för och mot. Stockholm: Fram. 1913. Libris 1634456 Medförfattare: Sven Hedin och Fredrik Ström.
- Vad har hänt?: en valpolitisk utredning. Stockholm: Fram. 1914. Libris 1631019
- Två nationer: en hälsning till de skandinaviska fredsmötena sommaren 1914. Stockholm: Fram. 1914. Libris 1631018. https://runeberg.org/akp2nation
- Betlehems stjärna: julhälsning till folkens ungdom. Stockholm: Bonnier i distr. 1914. Libris 1631014